# Trilogy (Band)
Trilogy ist eine Gesangsgruppe aus Malta.

## Geschichte
Das Trio wurde 2006 von Eleanor Spiteri, Roger Tirazona und Cliff Zammit gegründet. Im selben Jahr nahm die Gruppe erstmals an Malta Eurovision Song Contest, dem maltesischen Vorentscheid für den Eurovision Song Contest, teil, wo sie mit dem Lied This Heart of Mine den dritten Platz erreichten. Ebenfalls 2006 gewannen die beiden Mitglieder Eleanor und Roger den Discovery Pop Music Contest in Bulgarien. 2007 stieg Cliff Zammit aus und Daniel Debono trat der Band bei. Im selben Jahr gab es erneut eine Teilnahme der Band bei Malta Eurovision Song Contest, wo sie mit dem erfolgreichen Lied Starlight den zweiten Platz belegten, 2009 nahmen sie mit der Single The Song in Your Heart ein weiteres Mal teil.
Kurz darauf trat Daniel Debono aus der Band aus und Ludwig Galea trat 2014 der Band bei. 2014 bewarben sie sich erneut beim maltesischen Vorentscheid und erreichten mit dem Song Chasing a Dream das Halbfinale, welches am 21. November 2014 in Valletta stattfand. Sie erreichten das Finale und belegten dort den zehnten Rang. Heute sind alle drei Mitglieder der Gruppe zudem in maltesischen Theatern aktiv.

## Mitglieder

### Ludwig Galea
Ludwig Galea, der Tenor des Trios, studierte Musik am Trinity College, zudem nahm er Gesangsunterricht beim Maestro Di Cappella der St. John’s Kathedrale. Galea repräsentierte mit dem Lied On again Off again bereits 2004 Malta beim Eurovision Song Contest, wo er den zwölften Platz erreichte. Heute unterrichtet Ludwig Galea, neben dem Singen, Dramatik.

### Eleanor Spiteri
Eleanor Spiteri, die Sopranistin der Gruppe, bekam Gesangsunterricht von Gillian Zammit an der Masquerade Theatre Arts School in Malta. 2008 sang sie die US-amerikanische Nationalhymne im San Francisco Giants Stadium. Neben der Gesangskarriere arbeitet Spiteri als Krankenschwester in einem Krankenhaus.

### Roger Tirazona
Roger Tirazona, der Bariton der Band, ging an die Johann Strauss School of Music. Er gewann den Best Artist Award beim New Asian Singer Contest 2010 in Peking, Volksrepublik China. 2010 gewann er in Neapel den Artist Award bei Canzoni Dal Mondo. Neben den Auftritten in Theatern unterrichtet Tirazone Philosophie und Ethik an Schulen.

## Diskografie
- 2006: This Heart of Mine
- 2007: Starlight
- 2009: The Song in Your Heart
- 2014: Chasing a Dream